# Élisabeth-Thérèse de Lorraine (1664-1748)
Pour les articles homonymes, voir Élisabeth-Thérèse de Lorraine.
Élisabeth-Thérèse de Lorraine née le 5 avril 1664 et morte le 7 mars 1748), « Mademoiselle de Commercy », baronne de Belvoir, dame de Cusance, de St-Julien en Montagne, de Villemareuil, de Vaucourtois et de Saint-Jean-les-Deux-Jumeaux. 

## Biographie
Descendant des Guise, elle est fille de François Marie de Lorraine, prince de Lillebonne et cousin germain de Louis XIV par sa mère, et d'Anne-Élisabeth de Lorraine, fille légitimée du duc Charles IV de Lorraine et de Béatrix de Cusance, baronne de Belvoir, comtesse de Champlitte, princesse de Cantecroix. 
Sa haute naissance et sa fortune lui permettent de tenir à la cour un rôle actif. Amie du Grand Dauphin, elle devint dame d'honneur de la princesse de Conti, fille légitimée de Louis XIV et de la duchesse de La Vallière. 
Elle devient princesse d’Épinoy (dans l’Artois) par mariage avec Louis Ier de Melun, prince d'Épinoy. 
De cette union sont issus :

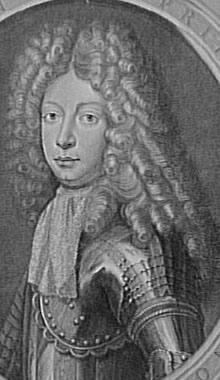
Louis Ier de Melun (1673†1704).

- Louis II de Melun, vicomte puis duc de Joyeuse (1694-1724) mort d'un accident de chasse, épouse en 1716 Armande de La Tour d'Auvergne (1697-1717 morte en couches) union sans descendance.

- Anne-Julie-Adélaïde de Melun (1698-1724) épouse en 1714 Jules de Rohan, prince de Soubise (†1724) tous deux morts de la petite vérole : dont Charles de Rohan-Soubise (1715-1786), qui se maria trois fois mais n'eut que des filles ; Armand de Rohan-Soubise, cardinal, prince évêque de Strasbourg ; et Marie-Louise de Rohan-Soubise, comtesse de Marsan, gouvernante des enfants de France.

Après la mort de son époux, (24 septembre 1704), elle acquit de Marie de Nemours le titre de comtesse de Saint-Pol. Toutefois cette vente occasionna un long débat entre les fermiers des domaines du Boulonnais et ceux de l'Artois pour les droits de relief ; les uns soutenant que le comté de Saint-Pol relevait de Boulogne, les autres prétendant qu'il était mouvant de l'Artois, comme étant dans la gouvernance d'Arras. Le procès se conclut, par arrêt du conseil du mois de janvier 1787, en faveur des seconds.